# 绍兴酒

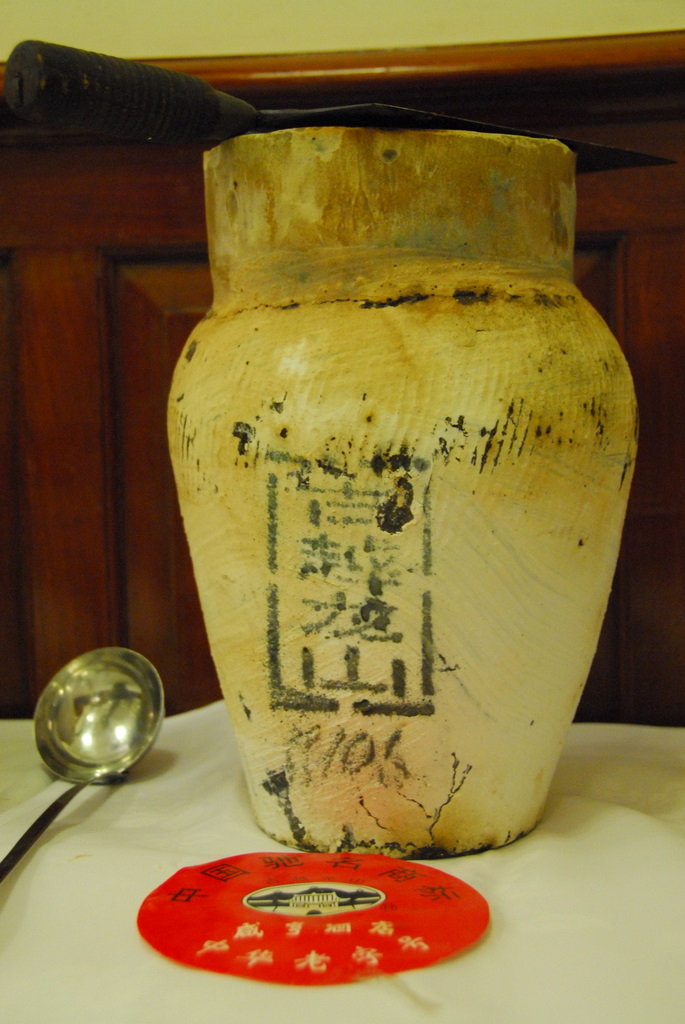
绍兴酒

绍兴酒主要是指产自中华人民共和国浙江省绍兴市的黄酒，属于酿造酒的一种。

## 概述

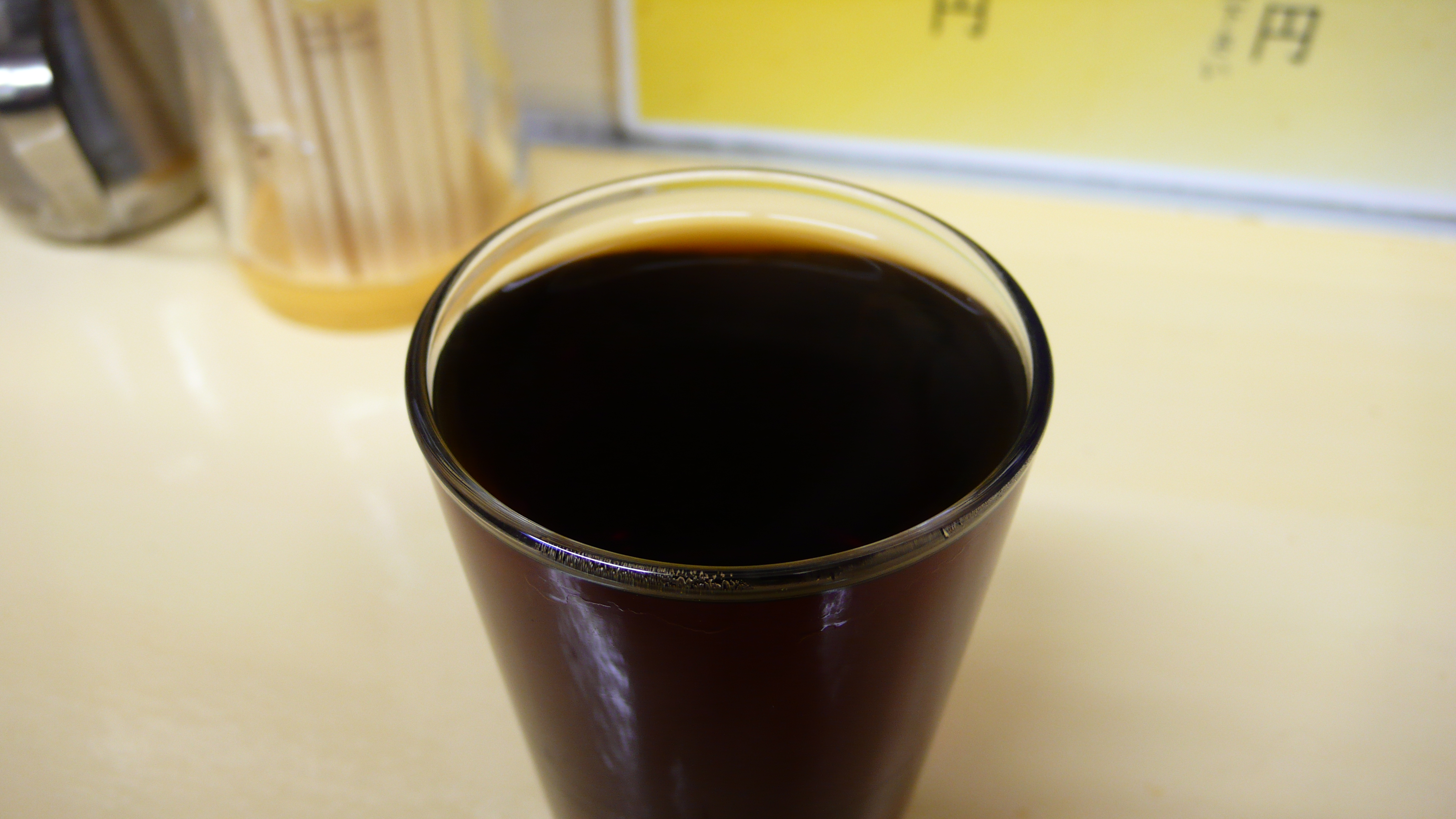
一杯紹興酒

绍兴酒以精白糯米加上鉴湖泉水酿造，酒精浓度在14～18度左右，常作为调味料使用或直接饮用。按其酿造方式可分为元红酒、加饭酒、善酿酒及封缸酒（绍兴地区又称为“香雪酒”）。其风味独特也让其成为风靡会稽以至于家家户户争相酿制、饮用，东晋中丞孔群将一年所收七百石秫米全部用于酿酒，依然说不够酿酒用的。同时绍兴酒也是许多魏晋名士好饮之物。
饮用绍兴黄酒前，先将酒灌入酒瓮，加入一些蜡及竹叶等，用荷叶和油纸包住瓮口，然后用黏土密封瓮口，置于甑中，然后用80～90℃的温度煮酒来杀菌，最后过滤沉淀物。煮酒可以使绍兴黄酒风味更佳，并可以防止酒酸败。陈年绍兴黄酒俗称老酒。
1952年第一届全国评酒会将浙江绍兴酒厂出产的鉴湖绍兴酒评为名酒。当时仅评出了八种名酒，黄酒类只有鉴湖绍兴酒一款。目前绍兴比较知名的绍兴酒品牌有古越龙山、沈永和、女儿红、鉴湖、塔牌、会稽山等。

## 功能
绍兴酒具有3大功能：
- 保健功能：具有和血、行气、行神、驱寒、壮筋骨等诸多保健功效。常饮用能使人精神旺盛，体力充沛。据《本草纲目》记载，可与许多名贵中药泡制成疗效显著的经酒。有固本增元，祛除病痛的功效。
- 营养功能：营养丰富，内含21种氨基酸，多种蛋白质、糖类和维生素。
- 调味功能：可去腥、增香，使菜肴更加鲜美。

## 制造方法

### 原料
- 糯米（要用最上等的精白糯米）[3]
- 麦麴：用小麦做的麴，含有根黴。
- 酒药：用粳米和柳蓼作为酵母和乳酸菌的种子。
- 鉴湖泉水
- 浆水（糯米用鉴湖水浸米16-26天後，在蒸煮前一天，在米层中抽取出来的水）

其他原料
- 元紅酒（作为善酿酒和封缸酒原料，主要用于增加酒精浓度，减少糖分被酵母消化，增加风味）
- 黄酒酒糟蒸馏而成的“糟烧”，香雪酒用。

### 淋飯酒（酒母）
1. 蒸熟糯米
2. 回水：将蒸熟的糯米摊开后用冷水冷却至32摄氏度左右（其淋字的妙处就在这里）
3. 搭窝：将糯米加入瓮中，拌入约0.4%的酒药压实成窝形，盖上上盖
4. 3日后，其糖化的淀粉，流到底部其称之为浆凹酒
5. 然后将麦麴以及鉴湖水加入搅拌

淋饭酒，以以前的饮酒标准来看度数较低，口感较为单薄，并没有拿来贩售，主要是用来作为绍兴酒的酒母使用。

## 分類

### 按含糖量分
绍兴酒按含糖量可分為5種，下列是绍兴酒的分類和代表性品種。
| 含糖量 (克/100毫升) | 黄酒类型   | 工艺                                 | 典型紹興酒 | 典型紹興酒 | 典型紹興酒   |
| 含糖量 (克/100毫升) | 黄酒类型   | 工艺                                 | 例子       | 酿造时间   | 备注         |
| ------------------- | ---------- | ------------------------------------ | ---------- | ---------- | ------------ |
| 0.5以下             | 乾型黄酒   | 普通发酵                             | 元紅酒     | 1～2年     | 橙黄至深褐色 |
| 0.5～3.0            | 半乾型黄酒 | 发酵时增加糯米饭比例                 | 加飯酒     | 3年以上    | 花雕酒       |
| 3.0～10.0           | 半甜型黄酒 | 用乾型黄酒代替水来发酵               | 善酿酒     |            | 口感醇厚     |
| 10.0～20.0          | 甜型黄酒   | 发酵中期加入米白酒或者糟烧酒抑制发酵 | 香雪酒     |            | 鲜甜醇厚     |
| 20.0                | 濃甜型黄酒 |                                      |            |            | 蜜甜醇厚     |

### 按酿造方式分

#### 元红酒
元红酒是绍兴酒酿造的基础方式，其方法为将酒母加入浆水以及蒸熟的糯米进行酿造。（攤飯酒这个称呼，是因为须将蒸熟的糯米进行摊开，待凉了以后再进行酿造）10天之内的进行第一发酵，用较小的瓮进行发酵，3个月内需进行一二次发酵，发酵后进行酿造。酿造后的酒精浓度在16～17度左右。以后需进行过滤，然后装瓶。古代，酿造好以后装瓶的瓮均漆成红色，所以叫元红酒。

#### 加饭酒

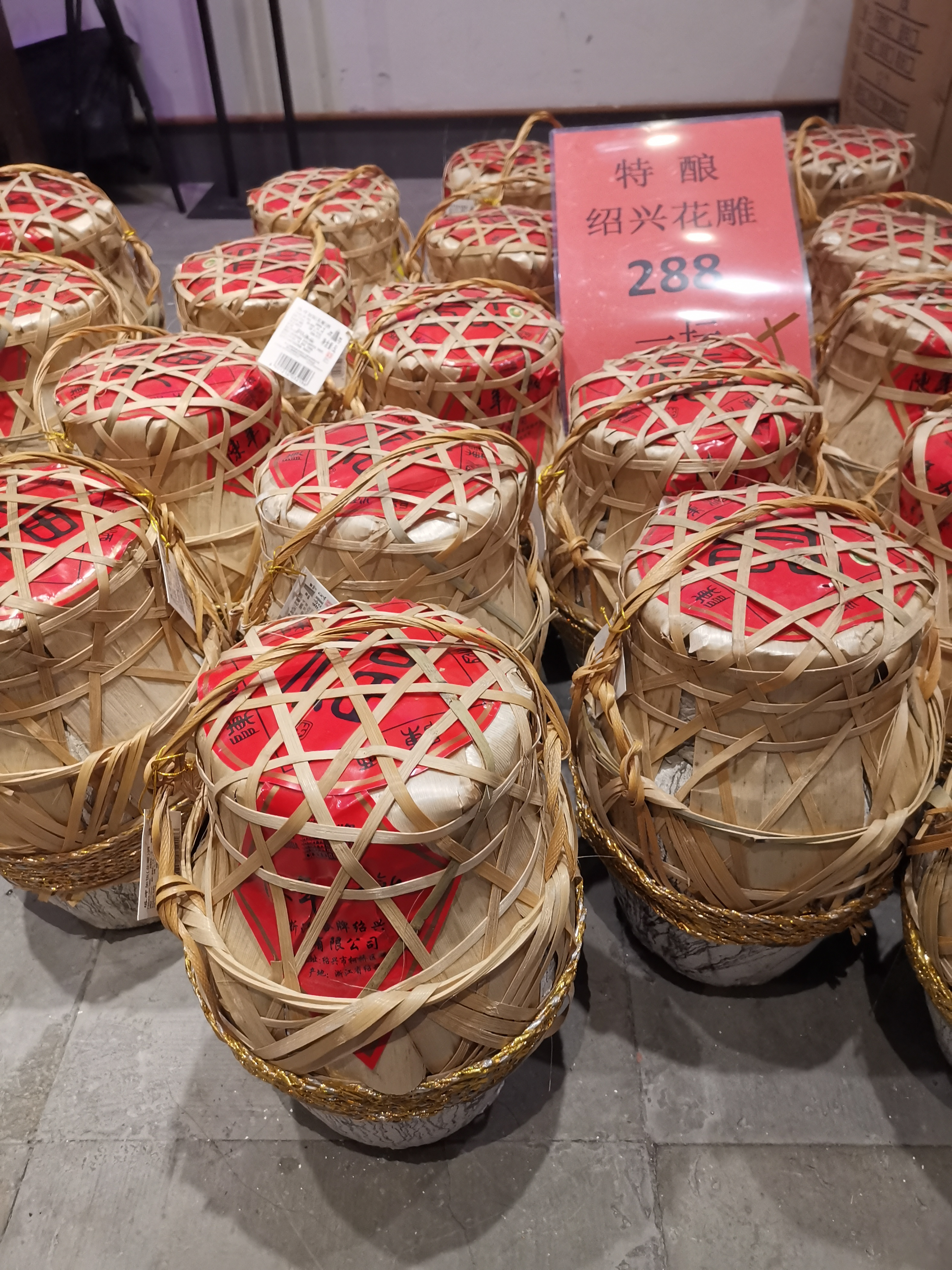
自制绍兴花雕酒

加饭酒与元红酒酿造方式一样，差别在于，加饭酒在酿造时需在增加糯米和麦麹的量，所以叫加饭酒。加饭酒至少需要三年才能熟成，酿造出来的酒精度数在18～19度左右。
在古时绍兴有个风俗，一旦那户人家生了个女儿，就要在出生后的第1个月那天（俗称满月），将亲友送的糯米进行酿造，并封瓶放到地底下埋藏。等到女儿出嫁时在将这酒挖掘出来饮用。而生儿子也是这样做。所以这种酒就有了“女儿红”或叫“状元红”。而加饭酒又称花雕，其原因在于瓶身刻有花卉图案，故名花雕。这个风俗最早诞生于公元4世纪初。花雕還有另一不同解釋，如果女兒在出嫁前逝去，則會將酒挖出稱「花凋」。

#### 善酿酒
善酿酒酿造时用的不是鉴湖水，而是用三年陈年的元红酒代替水进行酿造。这样的制造方式提高了酒精的浓度，让酒中的糖分提高，从而使酒的风味增加，是绍兴酒中的珍品，但由于糖分较高，不宜长期保存。

#### 香雪酒（封缸酒）
香雪酒也是以元红酒代替鉴湖水所酿制而成的，与善酿酒不同的香雪酒用的是以黄酒酒糟蒸馏而成的“糟烧”作为原料，酿造时不加入麦麴让其颜色变深，而以白色的酒药取代，所以酿造出来的酒粕色白如雪，香雪酒名称由此而来。其酒精度数达20度。 